# 5%-Block
Der 5%-Block (Kurzbezeichnung: 5%-BLOCK) war ein Wahlbündnis politischer Gruppierungen rechts von der CDU, das erfolglos zur Bundestagswahl 1976 antrat.

## Geschichte
Ende 1975 diskutierten eine Reihe von Kleinparteien am rechten Rand des politischen Spektrums über ein Wahlbündnis, um bei kommenden Wahlen gemeinsam die Fünf-Prozent-Hürde zu überwinden. Am 6. Dezember 1975 traf man sich in Heidelberg und gründete den Arbeitskreis der Wählergemeinschaften, Unabhängigen Parteien und Bürgerinitiativen (AWUB). Unter anderem diskutierten dort gemeinsam Vertreter der rechtsextremen Vereinigung Verfassungstreuer Kräfte (VVK), des rechtsextremen Kampfbunds Deutscher Soldaten (KDS), der Freisozialen Union (FSU), der Europäischen Föderalistischen Partei (EFP), der Nationaldemokratischen Partei Deutschlands (NPD), des „Rechtsblocks“ und des Weltbundes zum Schutz des Lebens (WSL). Es kam zu keiner Einigung. Gleichwohl bildete sich aus dem AWUB unter der Leitung von Otto F. Schönbeck ein Arbeitskreis, der 1976 den 5%-Block (5%-Block-Partei) aus der Taufe hob.
Programm war die Ablehnung der im Bundestag vertretenen Parteien, das Eintreten für ein „Europa der Nationen“ und ein Aufgreifen der Umwelt- und Lebensschutzproblematik. Da die politischen Differenzen überwogen, schaffte es die Organisation nicht, Landesverbände aufzubauen. Die Zahl der Mitglieder betrug etwa 200.
Zur Bundestagswahl 1976 trat der von Richard Stöss als extrem rechte Organisation bezeichnete 5%-Block mit nur einer Landesliste mit sechs Kandidaten in Bayern und fünf Wahlkreisbewerbern (drei in Bayern, darunter Erika Herbst als Direktkandidatin ohne Landeslistenplatz im Bundestagswahlkreis Erlangen, sowie je einem in Baden-Württemberg und Nordrhein-Westfalen) an. Er erreichte damit 985 Erststimmen und 2940 Zweitstimmen (< 0,01 %).
Wegen seiner Erfolglosigkeit löste sich der 5%-Block kurz danach auf, ohne eine Nachfolgeorganisation zu hinterlassen.